# Blanche Ravalec
Blanche Ravalec, francuska glumica poznatija po ulozi Zubine djevojke Dolly u filmu Operacija svemir iz 1979.
Filmsku karijeru započinje 1978. kao Yveline u filmu L'hôtel de la plage, nakon čega se još do 2005. pojavljuje u nizu filmova i televizijskih serija.